# Jan Artmann
Jan Artmann (* 23. Mai 1991 in Wuppertal) ist ein ehemaliger deutscher Handballspieler und derzeitiger Team-Assistent des Bundesligisten Bergischer HC.

## Karriere
Jan Artmann spielte zunächst bei Mettmann-Sport. 2006 wechselte  er zur HSG Düsseldorf, mit der er 2010 die deutsche A-Jugend-Meisterschaft gewann. Bereits in der Saison 2008/09 gab er sein Debüt für die Düsseldorfer in der 2. Handball-Bundesliga, ab 2010 gehörte er fest zum Bundesligakader. Seit der Saison 2012/13 spielte der 1,85 Meter große Linksaußen beim Bergischen HC, mit dem er 2013 in die 1. Liga aufstieg.
Zum Ende der Saison 2018 musste Artmann seine aktive Karriere auf Grund von anhaltenden Hüftproblemen beenden. Infolgedessen übernahm er zur Saison 2018/19 beim Bergischen HC die neu geschaffene Stelle des Team-Assistenten.

## Privates
Jan Artmanns Zwillingsbruder Nils spielt ebenfalls Handball. Zur Saison 2014/15 wechselte er vom Drittligisten OSC Löwen Duisburg zu den Bergischen Löwen und spielte dort mehrere Jahre gemeinsam mit Jan.